# Česko-severomakedonské vztahy
Česko-severomakedonské vztahy jsou bilaterální politické vztahy mezi Českou republikou a Republikou Severní Makedonie. Česko má velvyslanectví a konzulární oddělení ve Skopje. Severní Makedonie má velvyslanectví v Praze. Obě země jsou členy RE a NATO. Česká republika je také členem EU, zatímco Severní Makedonie je kandidátskou zemí EU. Česká republika je pozorovatelskou zemí BSCE.
Bilaterální vztahy mezi oběma zeměmi jsou výborné a kromě toho, že se Severní Makedonie stala nezávislou zemí až v roce 1991, mají česko-severomakedonské vztahy dlouhou tradici.

## Dějiny
Před rokem 1991 se velká část kontaktů odehrávala mezi Jugoslávií a Československem.
V meziválečném období, v letech 1924 až 1938, měla Československá republika konzulát ve Skopje, které v tu dobu bylo (stejně jako celá dnešní Severní Makedonie) součástí Království Jugoslávie.
Československý konzul ve Skopje v roce 1928 Vladimír Znojemský ve svých hlášeních zdůraznil existenci makedonského národa žijícího v oblasti Makedonie, který je „jiný než ostatní, jehož lidé mluví jiným jazykem a jinak se cítí“.
V období mezi rokem 1918 a druhou světovou válkou Československo podporovalo několik makedonských iniciativ, které bojovaly za uznání makedonského národa. V té době nebyl makedonský národ uznán úřady Království Jugoslávie. Místo toho byli Makedonci považováni za (jižní) Srby.
V roce 1968, kdy vojska Varšavské smlouvy napadla Československo, Socialistická republika Makedonie (v té době republika v rámci Socialistické federativní republiky Jugoslávie) Československo podpořila. V zemi bylo pořádáno mnoho manifestací na podporu Československa a na protest proti tomu, co se dělo.

## Vztahy od roku 1991
Česko poskytuje Severní Makedonii trvalou podporu co se týče vstupu země do Evropské unie, který patří mezi hlavní strategické priority Severní Makedonie.
Ekonomická spolupráce mezi Severní Makedonií a Českem je dobrá a zlepšuje se. Obchod mezi oběma zeměmi vykazuje pozitivní trend. Řada firem z Česka investovala v Severní Makedonii.
Dalšími oblastmi dobré spolupráce mezi oběma státy jsou cestovní ruch a vzdělávání.
Česko uznalo před podepsáním Prespanské dohody Severní Makedonii pod jejím původním ústavním názvem Republika Makedonie. Česko tak bylo jedním z celkem 131 států, které tak učinily.
Během evropské migrační krize v roce 2015 česká vláda podpořila ochranu makedonských hranic a vyslala do země pomocné jednotky české policie. To následně zdůraznila i návštěva prezidenta Miloše Zemana ve Skopje v červnu 2016.

## Diplomatická zastoupení
Velvyslanectví Česka v Makedonii bylo otevřeno v září 2006 a sídlí ve Skopje. Velvyslanectví Severní Makedonie v Česku, které bylo otevřeno v lednu 2008, je v hlavním městě Praze.